# فرودگاه بین‌المللی فردریکتون
فرودگاه بین‌المللی فردریکتون (به انگلیسی: Fredericton International Airport) یک فرودگاه همگانی باربری با کد یاتا YFC است که یک باند فرود آسفالت دارد و طول باند آن ۱۸۲۹ متر است. این فرودگاه در شهر فردریکتون کشور کانادا قرار دارد .

## شرکت‌های هواپیمایی و مقصدهای پروازی

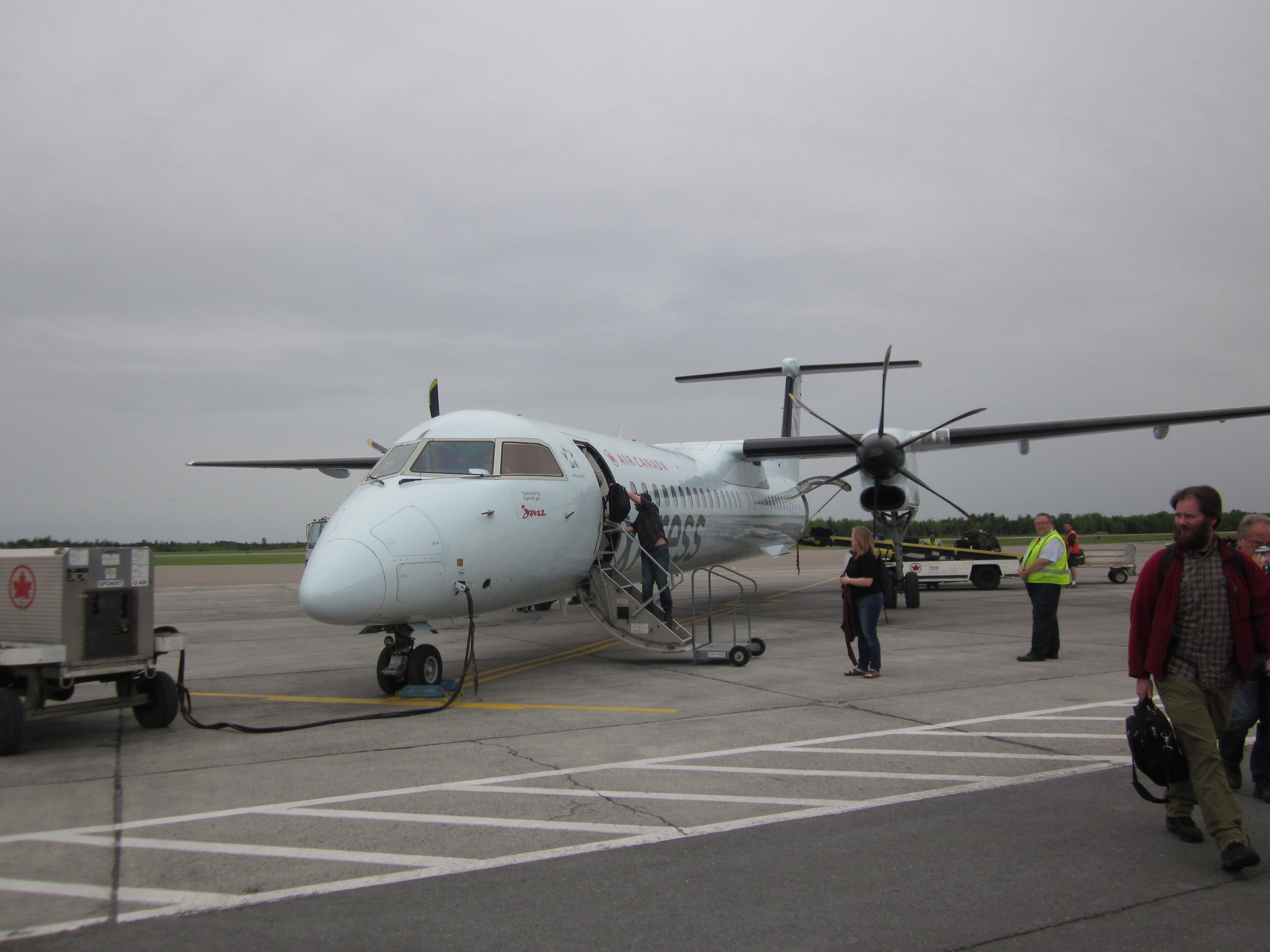
Air Canada Express Dash 8 Q400 arriving from Toronto-Pearson

| شرکت‌های هواپیمایی  | مقصدهای پروازی                                                                  |
| ------------------ | ------------------------------------------------------------------------------- |
| Air Canada Express | هلفکس استانفیلد، مونترآل-پییر الیوت ترودو، مک‌دونالد-کارتیر اتاوا، پیرسون تورنتو |
| Air Transat        | فصلی: گریگوریو لوپرون، پونتا کانا                                               |
| پورتر ایرلاینز     | مک‌دونالد-کارتیر اتاوا، شهری بیلی بیشاپ تورنتو (آغاز هردو از ۱۲ سپتامبر ۲۰۱۷)    |
| سان‌وینگ ایرلاینز   | فصلی: کانکون، کینتانا رو، فرنک پئیز، خوآن گئوآلبرتو گومس                        |
| WestJet Encore     | پیرسون تورنتو                                                                   |